# Oswald Boelcke
Oswald Boelcke (Giebichstein, 19 de mayo de 1891 - Bapaume, Francia; 28 de octubre de 1916) fue un piloto alemán durante la Primera Guerra Mundial y uno de los más influyentes líderes y estrategas de los primeros años del combate aéreo. Se le considera el padre de la fuerza aérea alemana.
Fue el primero en formalizar las reglas del combate aéreo, que fueron recogidas en Dictado de Boelcke. El gran as alemán, Manfred von Richthofen, fue instruido por Boelcke y continuó idolatrando a su mentor mucho después de haberle superado en victorias:

“Después de todo sólo soy un piloto de combate pero Boelcke fue un héroe”.
Manfred von Richthofen en 1917

Boelcke era hijo de un maestro de escuela que había vuelto hacía poco de Argentina. Su apellido se escribía originalmente Bölcke. Sin embargo, Oswald, junto con su hermano mayor Wilhelm, quitaron la diéresis y adoptaron el deletreo latino en lugar del alemán. La pronunciación es la misma.
Después de dejar la escuela se alistó en el Telegraphen-Bataillon Nr. 3 en Coblenza como Fahnenjunker (oficial cadete). A mediados de 1914 fue transferido al Fliegertruppe. Su entrenamiento duró desde mayo hasta agosto de ese año en la Halberstädter Fliegerschule y posteriormente fue trasladado de manera inmediata al servicio activo.
Boelcke fue asignado inicialmente a la Fliegerabteilung 13, luego destinado a la Fliegerabteilung 62 en abril de 1915, con base en Douai. El observador en el equipo de Boelcke derribó el primer avión el 4 de julio de 1915. Aquel mismo mes, Boelcke y Max Immelmann se convirtieron en los primeros pilotos de combate alemán, al proporcionárseles los dos primeros Fokker E.I, equipados con ametralladoras frontales de fuego sincronizado. Boelcke ganó su primer combate aéreo el 19 de agosto de 1915, derribando cuatro aviones enemigos más antes de que terminase el año y otros cuatro más en enero de 1916. Ese mismo mes, junto con Immelmann, fue el primer piloto alemán que recibió la medalla Pour le Mérite. Después de que Immelmann cayera en combate en junio de 1916, Boelcke se convirtió en el mejor as de aviación alemán. En marzo de 1916 fue nombrado jefe del recientemente formado Fliegerabteilung Sivery, que dirigió sobre Verdún.
La fuerza aérea alemana, la Luftstreitkräfte, fue reorganizada a mediados de 1916 y Boelcke fue elegido como comandante del Jagdstaffel Nr 2, comúnmente llamada Jasta 2, en septiembre. Entre sus primeros elegidos se encontraban Manfred Von Richthofen, Erwin Böhme, Hans Reimann y Werner Voss. Inicialmente con el nuevo biplano Albatros D.II sobre Somme, Boelcke derribó once aviones del Royal Flying Corps en su primer mes con el Jasta 2. Su escuadrilla siempre volaba en una formación muy disciplinada y táctica.
Boelcke murió cuando su Albatros D.II chocó con el de Böhme durante un dog fight con D.H. 2s del Escuadrón 24 de la RFC. Boelcke tiene 40 victorias en su haber. Böhme sobrevivió al impacto, pero el horror de lo sucedido casi le empujó al suicidio.
Boelcke fue enterrado en un funeral de estado con gran atención pública en el Cementerio de Honor de Dessau-Roßlau. Su gran tumba, creada en 1921 como obra conjunta del arquitecto Albin Müller y el escultor Walther Kieser, todavía se puede ver allí hoy.
En la moderna Luftwaffe, el Jagdbombergeschwader 31 lleva el nombre de Boelcke.
- Datos: Q57716
- Multimedia: Oswald Boelcke / Q57716